# Alexandrina Barbosa
Alexandrina Cabral Barbosa (Lisboa, 5 de mayo de 1986), conocida como Shandy Barbosa, es una jugadora española de balonmano que juega de lateral en el Erice italiano.

## Trayectoria
Se inició en el balonmano en Portugal, país con el que está ligada por su ascendencia caboverdiana, aunque debuta en la selección española de balonmano como internacional absoluta.

## Biografía
Barbosa fue una de las 10 mejores goleadores de la Liga femenina EHF Champions de la temporada 2005-06 jugando para BM Sagunto, con 46 goles en el antiguo formato de la competición. En la SD Itxako, fue la novena mejor goleadora de la EHF Champions League en la temporada 2010-11 y cuarta en la 2011-12. En abril de 2012, firmó por el club rumano CS Oltchim Valcea.
Tras ser madre, jugó una temporada en el club Balonmano Morvedre en Valencia (España), en la Liga Oro, la segunda competición española, durante la temporada 2022-23. Se quedó en las puertas del ascenso y la temporada siguiente se mudó a la liga francesa para jugar en el subcampeón francés, el Brest Bretagne.
Fue galardonada con la Medalla e Insignia de Oro y Brillantes de la Real Federación Española de Balonmano.
Se retiró tras los Juegos Olímpicos de París 2024, donde las Guerreras se quedaron en la fase de grupos pero volvió a jugar con el Erice italiano con el ganó la Copa de Italia (2025)

### Clubes
- 2003–2005  Madeira Andebol SAD
- 2005–2008  Astroc Sagunto
- 2008–2010  C.S. Rulmentul-Urban Brașov
- 2010–2012  Itxako Reyno De Navarra
- 2012–2013  CS Oltchim Râmnicu Vâlcea
- 2013–2014  Thüringer HC
- 2014–2016  CJF Fleury Loiret Handball
- 2016–2018  GK Rostow am Don
- 2018–2020  Nantes Loire Atlantique Handball
- 2020–2021  CSM Bucarest
- 2021–2022  CS Gloria 2018 Bistrița-Năsăud
- 2022–2023  Balonmano Morvedre
- 2023–2024  Brest Bretagne Handball
- 2024–Actualidad  Handball Erice

## Selección
Jugó un total de 90 partidos con la selección portuguesa, en el que anotó un total de 602 goles. Comenzó sus conversaciones con el por entonces seleccionador español Jorge Dueñas en 2008 para su nacionalización como española. La dilación en el proceso hizo que se perdiera los Juegos Olímpicos de 2012 aunque fue ese mismo año en el que obtiene la nacionalidad española y decide representar a España a nivel internacional hasta su último partido en la fase de grupos de los Juegos Olímpicos.
Con la selección española ha conseguido dos medallas de plata a nivel internacional, en el Campeonato del Mundo de Japón 2019 y en el Europeo del 2014.